# Coprinopsis sclerotiorum
Coprinopsis sclerotiorum är en svampart som tillhör divisionen basidiesvampar, och som först beskrevs av Horvers och de Cock, och fick sitt nu gällande namn av Redhead, Vilgalys och Jean-Marc Moncalvo. Coprinopsis sclerotiorum ingår i släktet Coprinopsis, och familjen Psathyrellaceae. Arten har ej påträffats i Sverige.